# Elizbar Oebilava
Elizbar Oebilava of ook wel Elizbar Ubilava (Russisch: Элизбар Элизбарович Убилава) (Tbilisi, 27 augustus 1950) is een in Georgië (Sovjet-Unie) geboren Spaanse schaker. Hij is sinds 1988 een grootmeester (GM). Oebilava speelt sinds 2004 in Spanje en verkreeg daar uiteindelijk de Spaanse nationaliteit.
Hij is sinds 2004 een FIDE Senior Trainer en begeleidde Viswanathan Anand tussen 1994 en 2005. In januari 1999 bereikte hij de Elo-rating 2561.

## Schaakcarrière
Al in 1967 werd hij 39e in het door Lev Poloegajevski gewonnen schaakkampioenschap van de Sovjet-Unie, waaraan 126 schakers deelnamen. In 1978 werd hij Internationaal Meester (IM), tien jaar later werd hij grootmeester.
Oebilava won het Schaakkampioenschap van Georgië in 1974 en in 1986 en speelde voor Georgië in de Schaakolympiade van 1992.
Andere successen waren: 
- 1985: winnaar in Trenčianske Teplice
- 1988: winnaar in Eforie Nord en winnaar in Tbilisi[7]
- 2001: winnaar in Benasque[8]
- 2003: 3e in Elgoibar[9]
- 2005: 2e op het La Roda Internationaal Open[10] en 1e in Benasque[11]
- 2008: winnaar in Almería[12]